# فاراز صموليان
فرازدات صموئيل «فاراز» صموليان (الأرمينية: Վարազդատ Սամվելի "Վարազ" Սամվելյան ،1917 - 7 نوفمبر، 1995) كانَ كاتبًا أميركيًا أرمنيًا بارزًا، رَسامًا ونَحّاتًا.

## الحياة والأعمال
هو مِن أصِل أرمَني، وُلِدَ فاراز صموليان في يريفان، أرمينيا. كانَ والدَيه ناجين مِنَ الإبادة الجماعية للأرمن. 

استَقَر صموليان في نِهايَة المَطاف في فرنسا. خِلال فَترة وُجودِه في باريس، دَرَس صموليان مَعَ الرَّسامين المَشهورين مِثل أوتون فريزَز وأندريه لوت وفرناند ليجيه.  خلال الحرب العالمية الثانية كان أسير حرب ألماني. 

استَقَرَّ صموليان في نِهايَة المَطاف في ولاية كاليفورنيا في عام 1946. عِندَ وُصولِه إلى كاليفورنيا انتَقَلَ إلى بورلنجام لِيَكونَ أقرَب مَعَ شَقيقه.  كان خلال هذه الفترة في حياته حيث بدأ في الرسم.  حول هوايته للرسم إلى عمل كرسام لافتات. بسبب نجاحه كرسام موسيقي، انتقل في النهاية إلى بيلمونت بولاية كاليفورنيا.  قابل صموليان زوجته آن في النهاية. 

قدر فاراز صموليان أنَّه خِلال حَياتِه المِهَنِيّة قامَ بِإنشاء أَلف عَمَل فَني، بِما في ذلك تِمثال ضَخم لِلأسطورة الفولكلورِية الأرمَنية ديفيد ساسون أمام مَحكَمة مُقاطَعة فريسنو. ويُلاحظ أيضًا تِمثال نِصفي من البرونز مِن ويليام سارويان عِند مَدخل مَركز مُؤتَمَرات فريسنو. 

كان فاراز صموليان كاتِبًا لِعدة كُتُب، بِما في ذلك واحِدة مِن علاقته مع ويليام سارويان بعنوان ويلي وأنا.

تُوِفي في 7 نوفمبر 1995 عَن عُمر يُناهِز 78 عاماً.

## التراث
في عام 1965 كَتب ويليام سارويان رِواية قَصيرة مُخصصة لِفاراز صموليان بِعنوان مَن هُوَ فاراز؟ 
في 1 سبتمبر 2010، تم بِناء المَركز الثَّقافي فاراز صموليان في قُرى أرتيك مِن مُقاطَعَة شيراك في أرمينيا على شَرَفِه. المبنى 6000 قدم مربع وهو بمثابة مركز للموارد الثقافية للقرية. يحتوي المركز على معرض فني وقاعة احتفالات وغرفة كمبيوتر.

## الفهرس
- ويلي وفاراز: ذِكريات صَديقي وِليام سارويان (1985)
- تاريخ أرمينيا وحياتي: الكتابة والرسم (1978)
- السيرك: 96 لون مائي (1980)
- قنبلة نيوترون وما هو فن (1978)